# Habitat léger

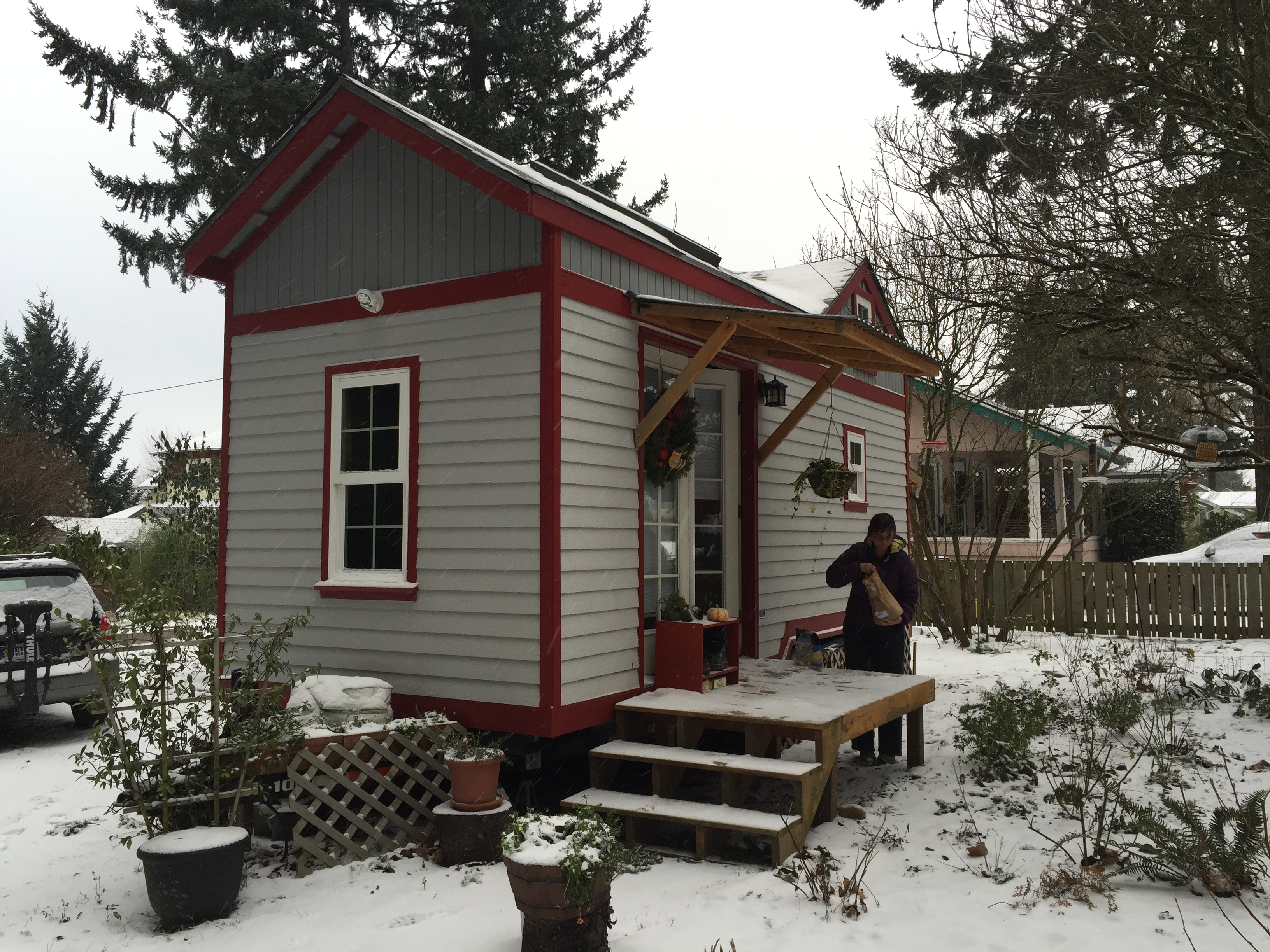
Petite maison dans l'Oregon.

Les habitats légers, aussi appelés habitats réversibles, sont des habitats aux fondations réversibles (pierres sèches, vis de fondation, pneus…). Ils peuvent être de différents types : mobile, démontable, transportable ou biodégradable.

## Histoire
Attesté par l'archéologie dès le néolithique, sous des formes diverses, l'habitat léger ou précaire donne lieu à des interprétations divergentes, parfois simplificatrices, entre lesquelles il est complexe de trancher. Parmi les huttes les plus anciennes qui ont été répertoriées se trouvent celles qui figurent dans le campement de Moli Del Salt qui datent du 14e millénaire avant Jésus Christ, en Espagne à cinquante kilomètres de Barcelone.

## Types
Il existe deux sous types :
- les habitats légers permanents :
  - Paillourte
  - Kerterre
  - Typaille
  - Flexa
  - Ecoquille
  - Zome
  - Wikkehouse
  - Maison nomade
  - Yourte
  - Conteneurs
  - Tiny House
  - Daboyta
  - Ger tereg
  - Goahti
  - Hutte
  - Igloo (mais pas partout…)
  - Khaïma
  - Lavvu
  - Roulotte
  - Tchoum
  - Tipi
  - Tukul
  - Venturo
  - Verdine
  - Wigwam

- les habitats légers de loisirs (HLL) :
  - Mobile home
  - Camping-car
  - Caravane (véhicule)

## Législation
En France, la Loi pour l'accès au logement et un urbanisme rénové (loi ALUR) définit le cadre légal de l'habitat léger permanent selon les critères suivants :
- occupé 8 mois de l'année,
- humainement et facilement démontable.

La sociologue Gaella Loiseau indique en 2020 que le nombre de personnes vivant, en France, en habitat léger est difficile à estimer, mais qu'il se situe entre 100 000 et 500 000 personnes. Un premier statut légal de l'habitat léger apparaît en 1980, et donne lieu à une importante jurisprudence, 